# Pohjois-Pohjalainen Osakunta
Pohjois-Pohjalainen Osakunta (en français : Nation d'Ostrobotnie du Nord, sigle PPO) est l'une des 15 nations étudiantes de l'Université d'Helsinki.
De langue finnoise, elle est fondée en 1907 pour représenter les étudiants de la région d'Ostrobotnie du Nord.

## Membres honoraires
Liste des membres honoraires de la Nation de l'Ostrobotnie du Nord
- Thiodolf Rein 1908
- Président K. J. Ståhlberg 1927
- Professeur Jaakko Gummerus 1929
- Väinö Kokko 1939
- Professeur Kyösti Haataja 1948
- Président Urho Kekkonen 1957
- Veikko Loppi 1994
- Professeur Martti Tienari 2007
- Professeur Seppo Hentilä 2017

## Autres anciens membres connus
- Pontus Artti
- Kai Donner
- Aarne Heikinheimo
- Olli-Pekka Kallasvuo
- Kaarlo Hillilä
- Piia-Noora Kauppi
- Kaisa Korhonen
- Armas-Eino Martola
- Marjatta Pokela
- Martti Pokela
- Hannele Pokka
- Erkki Raappana
- Eino Railo
- Paavo Väyrynen